# Johann Kurz
Johann Kurz (* 20. Oktober 1913 in Wetzleinsdorf, Niederösterreich; † 6. August 1985 in Wien) war römisch-katholischer Priester und langjähriger Rektor des Erzbischöflichen Seminars Hollabrunn.

## Leben

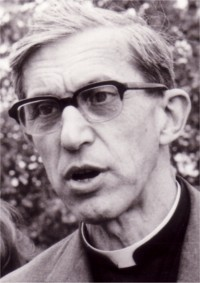
Johann Kurz

Nach dem Besuch des Stiftsgymnasium Seitenstetten und des Studiums an der Universität Wien wurde er am 11. Juli 1937 zum Priester geweiht. Danach war er zwei Jahre lang Kaplan in Poysdorf und ab Herbst 1939 Studienpräfekt am Wiener Priesterseminar. Im März 1941 promovierte er zum Doktor der Theologie. 1943 trat er dem von Friedrich Wessely gegründeten Oratorium Sanctissimae Trinitatis bei.
Seit 1. Juli 1945 war er Spiritual, ab 8. Oktober 1946 stellvertretender Rektor und von 29. Oktober 1947 bis 1984 Rektor des Erzbischöflichen Seminars Hollabrunn.
Er war für den schwierigen Aufbau des Seminars nach dem Zweiten Weltkrieg verantwortlich und prägte durch seine Persönlichkeit das Knabenseminar Hollabrunn.
Gemeinsam mit Hans Groër gründete er 1974 das Aufbaugymnasium Hollabrunn.
Ab 1984 war er Spiritual der Barmherzigen Schwestern in Wien-Gumpendorf und Vizepräsident des Canisiuswerkes.
Er ist in der Priestergruft am Friedhof Großrußbach bestattet.

## Ehrungen
- Kurz wurde 1952 zum Päpstlichen Geheimkämmerer ernannt.[6]

## Werke
- Die Lehre von der Betrachtung im ausgehenden Mittelalter. Dissertation, Universität Wien 1940.
- Hundert Jahre eb. Seminar in Hollabrunn. Hollabrunn 1981.